# The Lark Ascending
The Lark Ascending è una breve composizione in un singolo movimento del musicista inglese Ralph Vaughan Williams, ispirata all'omonima poesia del 1881 dello scrittore George Meredith; concepita in origine nella versione per violino e pianoforte, venne completata nel 1914 ma rimase ineseguita fino al 1920. Dopo la prima guerra mondiale, l'autore la rielaborò nella ormai più nota versione per violino e orchestra, che fu eseguita per la prima volta nel 1921. È sottotitolata "A Romance", termine che Vaughan Williams utilizzava per indicare una musica lenta e meditativa.
Il lavoro ha guadagnato una notevole popolarità sia in patria che all'estero, ed è stato registrato molte volte tra il 1928 e oggi.

## Storia
Appassionato di musica e poesia, Ralph Vaughan Williams si era formato come violinista, ruolo che prediligeva di gran lunga a quello del pianista, per il quale pare non avesse mai mostrato grande simpatia. I suoi ampi gusti letterari erano rivolti soprattutto ai poeti inglesi del XIX secolo e dell'inizio del XX, con una ppredilezione per Tennyson, Swinburne, entrambi i Rossetti, Hardy, Housman e lo stesso Meredith. Prima della composizione di The Lark Ascending, Vaughan Williams si era già ispirato a Meredith, citandone un verso sopra una partitura, ora perduta.
La seconda moglie del compositore, Ursula, lei stessa poetessa, scrisse che in The Lark Ascending il marito aveva «preso un'idea letteraria su cui costruire il suo pensiero musicale [...] e aveva fatto diventare il violino sia la canzone dell'uccello che il suo volo, piuttosto che illustrare la poesia da cui il titolo è stato preso». In testa alla partitura Vaughan Williams scrisse dodici dei 122 versi della poesia di Meredith:
He drops the silver chain of sound,

Of many links without a break,

In chirrup, whistle, slur and shake.
For singing till his heaven fills,

'Tis love of earth that he instils,

And ever winging up and up,

Our valley is his golden cup

And he the wine which overflows

to lift us with him as he goes.
Till lost on his aerial rings

In light, and then the fancy sings.»
Lascia cadere la catena d'argento del suono,

Di molte legature senza interruzione,

In cinguettii, fischi, legati e staccati.
Per aver cantato fino a riempire il suo paradiso,

È l'amore per la terra che instilla,

E sempre alando su e su,

La nostra valle è la sua coppa d'oro

E lui il vino che trabocca

per sollevarci con lui mentre procede.
Fino a quando ha perso i suoi anelli aerei

Alla luce, e poi canta la fantasia.»
Non si sa quando e dove Vaughan Williams abbia composto il pezzo, in quanto Il manoscritto originale è andato perso. Sappiamo in compenso che la dedicataria dell'opera era Marie Hall, una delle principali violiniste britanniche dell'epoca, ex allieva di Edward Elgar ed acclamata interprete del suo Concerto per violino. La Hall lavorò con Vaughan Williams sul nuovo pezzo durante la sua composizione, e potrebbe aver influenzato alcuni dettagli della partitura, anche se non si sa in che misura.

## Prima esecuzione
La prima della versione per violino e pianoforte fu eseguita dalla Hall e dal pianista Geoffrey Mendham (1899–1984) alla Shirehampton Public Hall il 15 dicembre 1920. La Hall fu di nuovo solista nella prima esecuzione della versione orchestrale, nella Queen's Hall di Londra, il 14 giugno 1921, in un concerto presentato dalla British Music Society. La British Symphony Orchestra era diretta da Adrian Boult. Il critico musicale di The Times osservò che The Lark Ascending non era l'elemento principale del programma, che presentava una delle prime esecuzioni de I pianeti di Holst, ma fece un'impressione favorevole. Il suo commento fu:
Il critico A. H. Fox Strangways scrisse in Music & Letters:

## Analisi musicale
Il tempo di riproduzione tipico del pezzo è tra 13 e 16 minuti. Inizia con un'introduzione a due battute di fiati e archi con sordini in tempo di 6⁄8, dopodiché il solista entra con una cadenza non accompagnata annotata pianissimo e sur la touche (cioè posizionando l'arco sulla cordiera, che riduce le armoniche superiori e dà un tono etereo). La cadenza è scritta "senza misura" - senza battute - che il Grove Dictionary of Music and Musicians definisce "liberamente", "senza il rigoroso rispetto del metro".

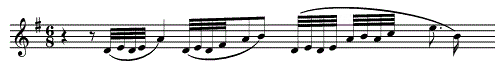

Verso la fine della cadenza Vaughan Williams introduce una melodia in sol maggiore con la quale il violino solista continua quando l'orchestra rientra, in 2⁄4:

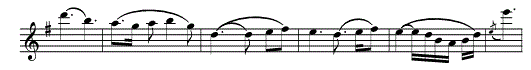

Una seconda cadenza non accompagnata, più corta della prima, porta a un episodio contrastante (Allegretto tranquillo quasi andante) con una nuova melodia per i flauti:

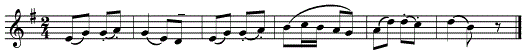

Una sezione contrassegnata Allegro tranquillo inizia con trilli del violino solista, punteggiati da un triangolo insolito (l'unica percussione nel pezzo). La chiave, che fino ad ora è stata un ambiguo sol maggiore, cambia in fa maggiore e il tempo passa a 6⁄8. L'oboe entra dopo cinque battute con un'altra nuova melodia segnata scherzando:

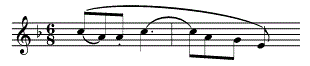

Ritorna la melodia introdotta dai flauti (ora contrassegnata Allegretto molto tranquillo) suonata dal solista di violino, seguita da una ripresa della precedente sezione in 6⁄8. Il lavoro termina con il violino non accompagnato in una cadenza di chiusura che arriva fino a un Re altissimo (cioè due ottave sopra il rigo degli acuti) e poi scende di nuovo ad una terza minore in Si.
Christopher Mark ha analizzato The Lark Ascending in termini di utilizzo dei modi da parte del compositore. Scopre che il lavoro inizia nel modo dorico e passa da quello al modo eolio intervallato da un ampio uso della scala pentatonica.

## Versioni alternative
La versione orchestrale è scritta per violino solista con un'orchestra di due flauti, un oboe, due clarinetti, due fagotti, due corni, triangolo e archi.
Vaughan Williams elaborò anche una versione per orchestra da camera, con uno di ogni strumento: flauto, oboe, clarinetto, fagotto, corno e triangolo, con tre o quattro primi violini, lo stesso per i secondi violini, due viole, due violoncelli e un contrabbasso.

## Accoglienza della critica e del pubblico
Il lavoro ha suscitato una serie di reazioni estetiche da analisti e critici. Nel suo studio della musica del compositore, Michael Kennedy commenta che The Lark Ascending è un'opera unica, ma spesso sottovalutata "probabilmente perché la sua stessa semplicità è ingannevole". Il critico Paul Conway scrive che "raffigura una scena pastorale con il violino che imita l'uccello canoro del titolo e l'orchestra... che rappresenta il paesaggio sottostante". Allo stesso modo Christopher Mark vede una distinzione tra la parte solista aerea e le sezioni orchestrali, trovando la "melodia popolare" del flauto "che sposta l'attenzione dal cielo al livello del suolo e all'attività umana".
Il musicologo Lewis Foreman commenta: "È possibile dimenticare che pezzo rivoluzionario fosse nel contesto della musica britannica del 1914 [con] la sua libertà e flusso ritmici e evitando cadenze toniche e dominanti, insieme al suo immaginario". Jeffrey Davis scrive: "Ad un certo livello sembra essere un idillio dell'Inghilterra rurale [ma] in vista della sua composizione alla vigilia della prima guerra mondiale, c'è forse uno strato sottostante di tristezza nella musica. Un po' come l'età edoardiana, vista retrospettivamente dall'altra parte della prima guerra mondiale, sembra riflettere la nostalgia di un'età in parte persa in una mitologica età dell'innocenza". Per Philip Borg-Wheeler, che scrive nel 2014, il pezzo è "intriso di un profondo senso di comunione con la natura". Aggiunge: "Piuttosto che disprezzare la pastorizia inglese - come hanno fatto Elisabeth Lutyens ed altri con osservazioni come "la scuola dello sterco di mucca" - dovremmo valutare questa rara qualità espressa in modo così perfetto da Vaughan Williams in particolare. Lo stesso scrittore richiama l'attenzione sui parallelismi tra Vaughan Williams e Béla Bartók perché, suggerisce, entrambi hanno assimilato le caratteristiche della canzone popolare in modo così completo che la loro stessa invenzione melodica è diventata indistinguibile - non vi è alcuna reale appropriazione di canzoni popolari in The Lark Ascending.
Frank Howes, nel suo The Music of Ralph Vaughan Williams scritto verso la fine della vita del compositore, osserva che l'opera è distintamente di Vaughan Williams e "come nient'altro nella musica - le due Romances di Beethoven per violino e orchestra sono i paralleli più vicini". Come altri commentatori, Howes osserva la scelta del compositore del termine "A Romance" per il pezzo. Era un termine che applicava ad alcune delle sue espressioni più profondamente liriche come i movimenti lenti del Concerto per pianoforte e della Quinta Sinfonia. Howes aggiunge, "Romance per Vaughan Williams è privo di connotazioni erotiche... L'allodola potrebbe chiamare il suo compagno ma suona più come gioia di vivere in una mattina di primavera con una leggera foschia nell'aria."
In un sondaggio del 2011 di ascoltatori della BBC per scegliere i Desert Island Discs della Gran Bretagna, l'opera è stata la preferita. Dal 2007 al 2010 il pezzo è stato votato come numero uno nel sondaggio annuale "Hall of Fame" di Classic FM, sul Concerto per violoncello di Elgar, sul Concerto n. 2 di Rachmaninov, sul Concerto per clarinetto di Mozart e su un'altra opera di Vaughan Williams, la Fantasia on a Theme by Thomas Tallis. Nel 2011-2013 è stato battuto dal lavoro di Rachmaninov, ma si è piazzato primo nel 2014, 2015, 2016 e 2017 ed ha ottenuto il terzo posto nel 2018.
Nel 2011, in un sondaggio radiofonico di newyorkesi per le preferenze della musica, per commemorare il decimo anniversario degli attacchi terroristici dell'11 settembre 2001, The Lark Ascending era al secondo posto. The Lark Ascending è stato un favorito costante nel programma annuale di conto alla rovescia per il Concerto di Capodanno di Radio New Zealand, Settling the Score. Si è classificato al primo posto ogni anno dal 2007 al 2012 e si è classificato molto in alto negli altri anni.

## Incisioni
Il lavoro è stato registrato frequentemente. La prima registrazione fu fatta nel 1928 dalla violinista Isolde Menges con un'orchestra senza nome diretta da Malcolm Sargent. Ulteriori serie di 78 giri furono pubblicate negli anni '40 e nei primi anni '50. In una recensione comparativa sulla rivista Gramophone nel 2015, David Gutman ha compilato un breve elenco di ventiquattro incisioni, da una serie mono del 1952 con Jean Pougnet, London Philharmonic e Boult fino ad una pubblicazione del 2014 con Tamsin Waley-Cohen, l'Orchestra del Swan e David Curtis. Tra i solisti figurano Nicola Benedetti, Sarah Chang, Hilary Hahn, Nigel Kennedy, Tasmin Little e Pinchas Zukerman. Tra i direttori vi sono Daniel Barenboim, Sir Colin Davis, Bernard Haitink, Sir Neville Marriner, André Previn e Sir Simon Rattle. Il suggerimento più importante della critica fu una registrazione EMI del 1967 di Hugh Bean e la New Philharmonia Orchestra, diretta da Boult. Quella registrazione è anche la versione preferita di Classical 1000 del 1997 di Rob Cowan.

### Esplicative
1. ↑  I tre estratti sono, rispettivamente, le linee di apertura, le linee 63–70 e le due linee di chiusura.[6]
2. ↑  The Independent ha scritto che il regista Tony Palmer ha detto che Vaughan Williams l'avrebbe scritto mentre si trovava a Margate, sulla costa sud-orientale dell'Inghilterra, all'inizio della prima guerra mondiale.[7] Nella sua biografia di suo marito, Ursula Vaughan Williams riporta che all'epoca suo marito era a Margate e che in seguito raccontò che un piccolo boy scout eseguì un arresto cittadino nei suoi confronti, immaginando che gli appunti che prendeva nel suo quaderno fossero "Mappe... informazioni per il nemico", ma non c'è alcuna ipotesi che le annotazioni fossero di "The Lark Ascending" e aggiunge che secondo l'amico di suo marito George Butterworth erano delle note per una conferenza su Henry Purcell.[8]
3. ↑  H.C. Colles era il critico musicale del giornale all'epoca, ma le recensioni in "The Times" non erano firmate.[13]
4. ↑  I tempi di alcune registrazioni nei cataloghi nel 2019 sono 13 minuti: 14 secondi (solista Sarah Chang, Parlophone CD 5099962791052, 5 luglio 2010); 13:31 (Pinchas Zukerman, Deutsche Grammophon CD 00028946937624, 31 marzo 2003); 14:41 (Hugh Bean, Parlophone CD 5099972914755, 5 marzo 2012); 14:41 seconds (Iona Brown, Decca CD 00028947856924, 22 luglio 2013);16:00 (Nicola Benedetti, Deutsche Grammophon CD 00028947661986, 24 settembre 2007); 16:19 (Hilary Hahn, Deutsche Grammophon CD 00028947450429, 6 settembre 2004). La registrazione EMI di Nigel Kennedy, con 17:30, è un'eccezione alla regola.[16]
5. ↑  Vaughan Williams ha aggiunto una nota nella partitura che questa sezione deve essere presa in due battute nella misura.[22]
6. ↑  Per quanto riguarda l'ambiguità della chiave, Frank Howes commenta "la chiave [è] vaga: potrebbe essere Re Dorico, un Si minore condizionato o un Sol maggiore occultato (che ha il supporto della segnatura in chiave). La seconda melodia e la sua armonia sono ugualmente indecise tra la maggiore e la maggiore."[23]

### Bibliografiche
1. ↑  De Savage, pp. xvii–xx
2. ↑  Kennedy, p. 11
3. ↑  Vaughan Williams (1972–73), p. 88
4. 1 2  Foreman, Lewis (2018). Notes to Onyx CD 4185
5. ↑  Vaughan Williams (1964), p. 156
6. ↑  "The Lark Ascending", Bartleby. Retrieved 22 August 2019
7. ↑  Walker, Lynne ."Just Williams" Archiviato il 18 febbraio 2020 in Internet Archive., The Independent, 28 November 2007 (archived at SimonKeenlyside.info). Retrieved 23 August 2019
8. ↑  Vaughan Williams (1964), p. 115
9. ↑  Tom Ford, "The Lark's First Flight", Limelight, August 2013, p. 49
10. ↑  Howes, p. 97
11. ↑  Lee, p. 441
12. 1 2  Conway, Paul (2016). Notes to Naxos CD 8.573530
13. ↑  Atkins, Ivor, and Nigel Scaife (2004). "Colles, Henry Cope (1879–1943), music historian and critic", Oxford Dictionary of National Biography, Oxford University Press. Retrieved 22 August 2019
14. ↑  "British Music Society – An 'Unknown' Programme", The Times, 15 June 1921, p. 8
15. ↑  Fox Strangways, A. H. "Vaughan Williams", Music & Letters, April 1920, p. 80
16. 1 2 3  Gutman, David. "The best recordings of Vaughan Williams’s The Lark Ascending", Gramophone, 13 October 2015
17. ↑  "Sul tasto", Grove Music Online, Oxford University Press. Retrieved 22 August 2019.
18. 1 2 3  Borg-Wheeler,  Philip (2014). Notes to Signum CD SIGCD399
19. ↑  "Misura", Grove Music Online, Oxford University Press. Retrieved 22 August 2019.
20. ↑  Vaughan Williams (1925), pp. 3–4
21. ↑  Vaughan Williams (1925), pp. 9–10
22. 1 2  Vaughan Williams (1925), p. 13
23. 1 2 3 4 5  Howes, pp. 97–98
24. ↑  "In alt", Grove Music Online, Oxford University Press. Retrieved 23 August 2019)
25. ↑  Mark, p. 186
26. 1 2  Vaughan Williams (1925), p. 1
27. ↑  Kennedy, p. 168
28. ↑  Mark, p. 187
29. ↑  Davis, Jeffrey (2018). Notes to Alto CD ALC 1384
30. ↑  "Top Desert Island Disc", BBC
31. ↑  "Tchaikovsky's 1812 Overture tops the Classic FM Hall of Fame for the first time ever!" Archiviato il 23 agosto 2019 in Internet Archive., April 2018
32. ↑  Hall of Fame poll results 2018, Classic FM
33. ↑  "911 Soundtrack New York Radio", The Guardian, 26 August 2011
34. ↑  "Radio New Zealand : Concert : Programmes : Settling the Score", Radionz.co.nz. Retrieved 7 September 2013}}
35. ↑  Cowan, p. 106